# Edion Peace Wing Hiroshima
Le stade Edion Peace Wing Hiroshima (en japonais : エディオンピースウイング広島) est un stade de football situé à Hiroshima au Japon.
Il a une capacité de 28 520 places. C'est le domicile du Sanfrecce Hiroshima qui évolue dans le championnat du Japon de football.

## Histoire
L'ancien stade de Sanfrecce Hiroshima était la Grande Arche d'Hiroshima avec 50 000 places datant de 1992 et comprenant une piste d'athlétisme autour du terrain de football.
Le projet d'un nouveau stade destiné au football date du début des années 2000, mais ce n'est qu'au milieu des années 2010 lorsque le club de Sanfrecce soit devenu champion de la J1 League en 2012, 2013 et 2015 qu'il a été décidé de construire un stade moderne en centre ville. Les travaux de construction débutent en 2020.

## Structure
Le stade offre des tribunes à deux étages sur les côtés le long du terrain de jeu, au sud se trouve une grande tribune d'un seul étage. La tribune nord à un seul niveau est plus petite. Les fans les plus fervents de Sanfrecce Hiroshima prennent place dans la tribune sud. Le toit parabolique du stade s'élève au-dessus de la tribune sud et descend en pente jusqu'à la tribune nord en face. Vu de l'extérieur, il ressemble au profil d'une aile, symbolisant « l’aile de l’espoir ». Les coins du stade sont ouverts. Le stade dispose de loges VIP, d'installations de restauration et des boutiques pour attirer les visiteurs en dehors des jours de match.

## Ouverture
Le 12 juin 2023, un accord de parrainage a été signé avec Edion Corporation, sponsor du club. Le stade est nommé Edion Peace Wing Hiroshima pour une durée de dix ans.
L'ouverture du stade a lieu le 1er février 2024, le 10 févier un match de pré-saison entre Sanfrecce Hiroshima et Gamba Osaka se solde par une victoire 2 à 1 pour les visiteurs. Le premier match à domicile de la J1 League 2024 a eu lieu le 23 février contre les Urawa Red Diamonds avec une victoire 2 à 0 pour Sanfrecce.